# Stanisław Sznajder
Stanisław Sznajder (ur. 18 grudnia 1916 w Mokrej Wsi, zm. 15 lipca 1978) – polski działacz ruchu ludowego, polityk, poseł na Sejm PRL VI i VII kadencji.

## Życiorys
Przed II wojną światową działał w Związku Młodzieży Wiejskiej RP „Wici”. Uzyskał wykształcenie średnie po zdaniu matury w 1938, z zawodu był ekonomistą. Uczestniczył w kampanii wrześniowej. Po ucieczce z obozu przejściowego w Krakowie na Dąbiu wrócił do rodzinnej wsi. W styczniu 1940 przystąpił do Związku Walki Zbrojnej. Wkrótce współorganizował ruch oporu na tym terenie. Od 1942 pełnił funkcję komendanta obwodu nowosądeckiego w Batalionach Chłopskich. Po wojnie pracował w spółdzielczości rolniczej, a potem w przemyśle owocowo-warzywnym. W 1950 objął stanowisko dyrektora Krakowskich Zakładów Przemysłu Owocowo-Warzywnego w Tymbarku, a od 1971 dyrektora naczelnego Podhalańskich Zakładów Przemysłu Owocowo-Warzywnego w Nowym Sączu. Był wiceprzewodniczącym Wojewódzkiego Komitetu Zjednoczonego Stronnictwa Ludowego oraz prezesem Zarządu Wojewódzkiego Związku Bojowników o Wolność i Demokrację w Nowym Sączu. W 1972 i 1976 uzyskiwał mandat posła na Sejm PRL w okręgu Nowy Sącz. Przez dwie kadencje sprawował funkcję zastępcy przewodniczącego Komisji Handlu Zagranicznego. Zmarł w trakcie kadencji, został pochowany na Cmentarzu Komunalnym w Nowym Sączu.

## Odznaczenia
- Krzyż Srebrny Orderu Virtuti Militari
- Krzyż Kawalerski Orderu Odrodzenia Polski
- Złoty Krzyż Zasługi
- Krzyż Partyzancki
- Medal 30-lecia Polski Ludowej
- Medal 10-lecia Polski Ludowej
- Złota Odznaka „Zasłużony Pracownik Przemysłu Spożywczego i Skupu”
- Złota Tarcza Herbowa Miasta Nowego Sącza